# My Week with Marilyn
My Week with Marilyn is een Britse biografische film uit 2011. Deze film is geregisseerd door Simon Curtis.
De film is gebaseerd op het weekeinde dat Marilyn Monroe in Engeland doorbracht voor de opnamen van de film The Prince and the Showgirl.

## Rolverdeling
| Acteur               | Personage            |
| -------------------- | -------------------- |
| Emma Watson          | Lucy                 |
| Dominic Cooper       | Milton Greene        |
| Michelle Williams    | Marilyn Monroe       |
| Julia Ormond         | Vivien Leigh         |
| Kenneth Branagh      | Sir Laurence Olivier |
| Judi Dench           | Dame Sybil Thorndike |
| Eddie Redmayne       | Colin Clark          |
| Dougray Scott        | Arthur Miller        |
| Derek Jacobi         | Sir Owen Morshead    |
| Zoë Wanamaker        | Paula Strasberg      |
| Miranda Raison       | Vanessa              |
| Simon Russell Beale  | Admiral Cotes-Preedy |
| Philip Jackson       | Roger Smith          |
| Pip Torrens          | Sir Kenneth Clark    |
| Georgie Glen         | Rosamund Greenwood   |
| Geraldine Somerville | Lady Jane Clark      |
| Michael Kitchen      | Hugh Perceval        |
| Jim Carter           | Barry                |
| Toby Jones           | Arthur Jacobs        |
| Karl Moffatt         | Jack Cardiff         |
| Robert Portal        | David Orton          |

## Prijzen en nominaties
| Jaar | Prijs                                                                | Genomineerde(n)                                              | Uitslag     |
| ---- | -------------------------------------------------------------------- | ------------------------------------------------------------ | ----------- |
| 2012 | Golden Globe Award for Best Actress - Musical or Comedy Film         | Michelle Williams                                            | Gewonnen    |
| 2012 | Independent Spirit Award for Best Female Lead                        | Michelle Williams                                            | Gewonnen    |
| 2012 | Independent Spirit Award for Best Female Lead                        | Michelle Williams                                            | Genomineerd |
| 2011 | Satellite Award for Best Actress u2013 Motion Picture Drama          | Michelle Williams                                            | Genomineerd |
| 2011 | Satellite Award for Best Supporting Actor u2013 Motion Picture       | Kenneth Branagh                                              | Genomineerd |
| 2011 | BFCA Critics' Choice Award for Best Actress                          | Michelle Williams                                            | Genomineerd |
| 2011 | BFCA Critics' Choice Award for Best Supporting Actor                 | Kenneth Branagh                                              | Genomineerd |
| 2011 | BFCA Critics' Choice Award for Best Costume Design                   | Jill Taylor                                                  | Genomineerd |
| 2011 | BFCA Critics' Choice Award for Best Makeup                           |                                                              | Genomineerd |
| 2012 | Screen Actors Guild Award for Best Actress - Motion Picture          | Michelle Williams                                            | Genomineerd |
| 2012 | Screen Actors Guild Award for Best Supporting Actor - Motion Picture | Kenneth Branagh                                              | Genomineerd |
| 2012 | Golden Globe Award for Best Film - Musical or Comedy                 | David Parfitt, Harvey Weinstein                              | Genomineerd |
| 2012 | Golden Globe Award for Best Actress - Musical or Comedy Film         | Michelle Williams                                            | Genomineerd |
| 2012 | Golden Globe Award for Best Supporting Actor - Film                  | Kenneth Branagh                                              | Genomineerd |
| 2011 | BAFTA Award for Best British Film                                    | Simon Curtis, David Parfitt, Harvey Weinstein, Adrian Hodges | Genomineerd |
| 2011 | BAFTA Award for Best Actress in a Leading Role                       | Michelle Williams                                            | Genomineerd |
| 2011 | BAFTA Award for Best Actor in a Supporting Role                      | Kenneth Branagh                                              | Genomineerd |
| 2011 | BAFTA Award for Best Actress in a Supporting Role                    | Judi Dench                                                   | Genomineerd |
| 2011 | BAFTA Award for Best Costume Design                                  | Jill Taylor                                                  | Genomineerd |
| 2011 | BAFTA Award for Best Makeup                                          | Jenny Shircore                                               | Genomineerd |
| 2011 | Academy Award for Actor in a Supporting Role                         | Kenneth Branagh                                              | Genomineerd |
| 2011 | Academy Award for Actress in a Leading Role                          | Michelle Williams                                            | Genomineerd |